# Glenn Ljungström
Glenn Ljungström (Gotemburgo; 7 de septiembre de 1974) fue el primer guitarrista de la banda sueca de death metal melódico In Flames, junto con el fundador de la banda, Jesper Strömblad. Fue miembro de In Flames de 1993 hasta 1997, después salió de In Flames para apoyar a su familia con un empleo más estable. Fue despedido de múltiples trabajos, antes de regresar a la música. Glenn fue también miembro de la banda de power metal sueco Hammerfall de 1995 hasta 1997. En 1996, Glenn fue cofundador de un proyecto con Jesper Strömblad llamado Dimension Zero y se mantuvo en esa banda hasta el 2003, después salió de Dimension Zero.

## Álbumes

### In Flames
- Lunar Strain (1994)
- Subterranean (1995, EP)
- The Jester Race (1996)
- Black-Ash Inheritance (1997, EP)
- Whoracle (1997)

### HammerFall
- Glory to the Brave (1997)

### Dimension Zero
- Penetrations from the Lost World EP
- Silent Night Fever
- This Is Hell

### The Resistance
- Rise From Treason (2013, EP)
- Scars (2013)
- Torture Tactics (2015, EP)
- Coup de grâce (2016)